# ルーツィク
ルーツィク（ウクライナ語: Луцьк）はウクライナのヴォルィーニ州ルーツィク地区にある都市。ヴォルィーニ州の州庁所在地である。スティール川の河岸に位置する。都市の高さは海抜181 mである。面積は41.6 km²。人口は215,986人 (2022年1月1日)。
ルーツィクは1000年に創建された。1432年に自治権を獲得した。1085年に市制施行された。
市内ではルーツィク駅がある。首都キエフまでの直線距離は370 kmであるが、鉄道で469 km、車道で388 kmとなっている。ルーツィクの日は、8月の第三の日曜日となっている。

## 語源
由来は不明。「弓の町」か「ルーカの町」を意味していると言われる。「弓」（ウクライナ語:ルーク）は、市内の北西の境を決めるスティール川の湾曲線のことである。「ルーカ」は、古代における現地の東スラヴ族の一つ、ドゥリーブィ族の頭領の名である。

## 地理
ルーツィクは、ヴォルィーニ州の東南部に位置する。北と西ではスティール川、南はフルーシェツィ川が流れているが、東は湿地が広がっている。

## 歴史
- 9世紀 - 10世紀：東スラブ族の一つ、ドゥリーブィ族の根拠地。
- 1000年：ヴォロディーメル1世がヴォルィーニ地方をキエフ大公国に統合し、ルーツィク要塞を築城する。ルーツィク城下町が発達する。
- 1058年：『ルーシ年代記』で初めて登場する。ルーツィク要塞はボレスワフ1世が率いるポーランド勢による6ヶ月間の包囲に持ち堪える。
- 1154年：ヴォルィーニ公国からルーツィク公国が分離。
- 1227年：ハールィチ・ヴォルィーニ大公国の大公、ダヌィーロ1世のものとなる。
- 1240年：モンゴルのルーシ侵攻。城下町はモンゴル人によって略奪されるが、ルーツィク要塞は落城しなかった。
- 1259年：ルーツィク要塞は再びモンゴル人の包囲に持ち堪える。
- 1340年：ハールィチ・ヴォルィーニ大公国の臨時首都となる。ルーツィク城が築城される。
- 1388年 - 1430年：リトアニア大公国領となり、ビリニュスに次ぐリトアニアの大公座となる。
- 1429年：ルーツィク城では、オスマン帝国対策をめぐる東ヨーロッパの諸君主の会議が行われる。
- 1432年：自治権が下賜される。
- 15世紀半ば：ルーツィク城が衰退するが、城下町はヴォルィーニ地方の中心地として居続ける。
- 1569年：ポーランド王国の領土となり、当王国のヴォルィーニ県の中央都市となる。
- 1596年：ウクライナ・コサックによって占領される。
- 1648年：フメルヌィーツクィイの乱中、ウクライナ・コサックによって略奪される。
- 17世紀後半 - 18世紀：城下町が衰退する。
- 1705年：スウェーデン軍によって一時的に占領される。
- 1795年：ロシア帝国の領土となる。
- 1895年：鉄道が開通する。
- 1915年：第一次世界大戦中、オーストリアとロシアの間の戦場となる。
- 1917年：ウクライナ人民共和国の領土となる。
- 1919年：ポーランド軍によって略奪される。
- 1921年：ポーランド・ソビエト・リガ平和条約によってポーランドの領土となる。新たに設立したヴォルィーニ県の中央都市となる。
- 1939年：ソ連軍によって占領され、ヴォルィーニ州の州庁所在地となる。
- 1941年：ドイツ軍の占領下に置かれる。その直前、ソ連の秘密警察によって3千人の市民が殺害される。
- 1942年：反独・反ソのウクライナ蜂起軍のゲリラ組織が成立し、軍の部隊が市周辺で活躍する。
- 1944年：ソ連軍によって占領される。
- 1991年：ウクライナが独立する。市は、ヴォルィーニ州の州庁所在地となる。

## 人口
- 2001年：208,800人[2]
  - ウクライナ人は約92.5％、その他は6.5％。
  - 母語：ウクライナ語は約97％、ロシア語は3％以下
  - 男性は46％、女性は54％
- 2022年：215,986人[1]

## 姉妹都市
- ブレスト、ベラルーシ
- ジェシュフ、ポーランド
- ルブリン、ポーランド
- オルシュティン、ポーランド
- トルン、ポーランド
- ザモシチ、ポーランド
- ビャウィストク、ポーランド
- 湘潭市、中国
- ゴリ、ジョージア
- トラカイ、リトアニア

## 出身者
- ヴャチェスラフ・シェフチュク : サッカー選手
- オクサーナ・ザブジュコ：詩人、作家

## 観光
- ルーツィク城（1340年）
- 聖ペトロ・パウロ大聖堂（1639年）
- 三位一体大聖堂（1755年）
- イエズス会修道院（18世紀）

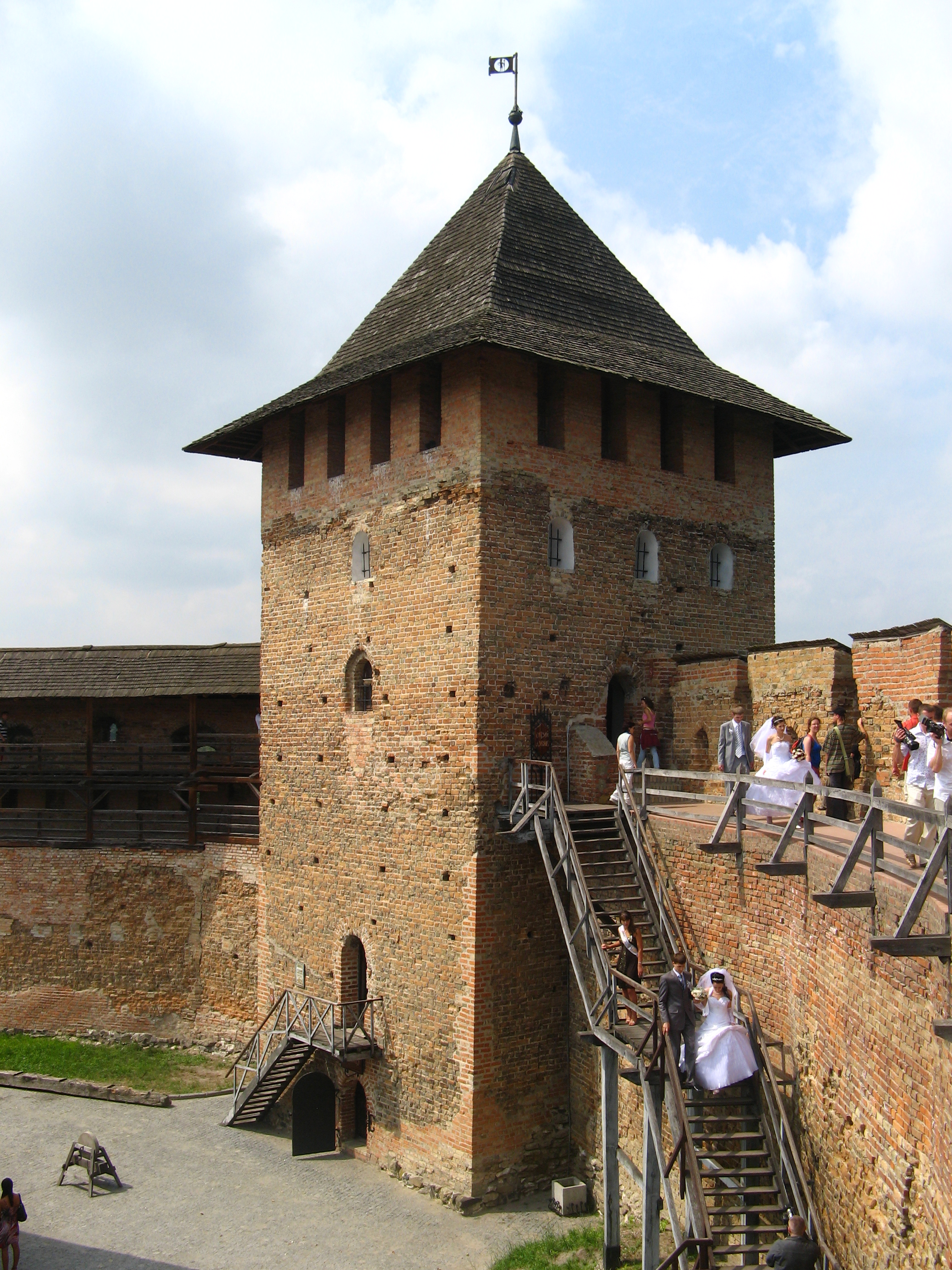
ルーツィク城
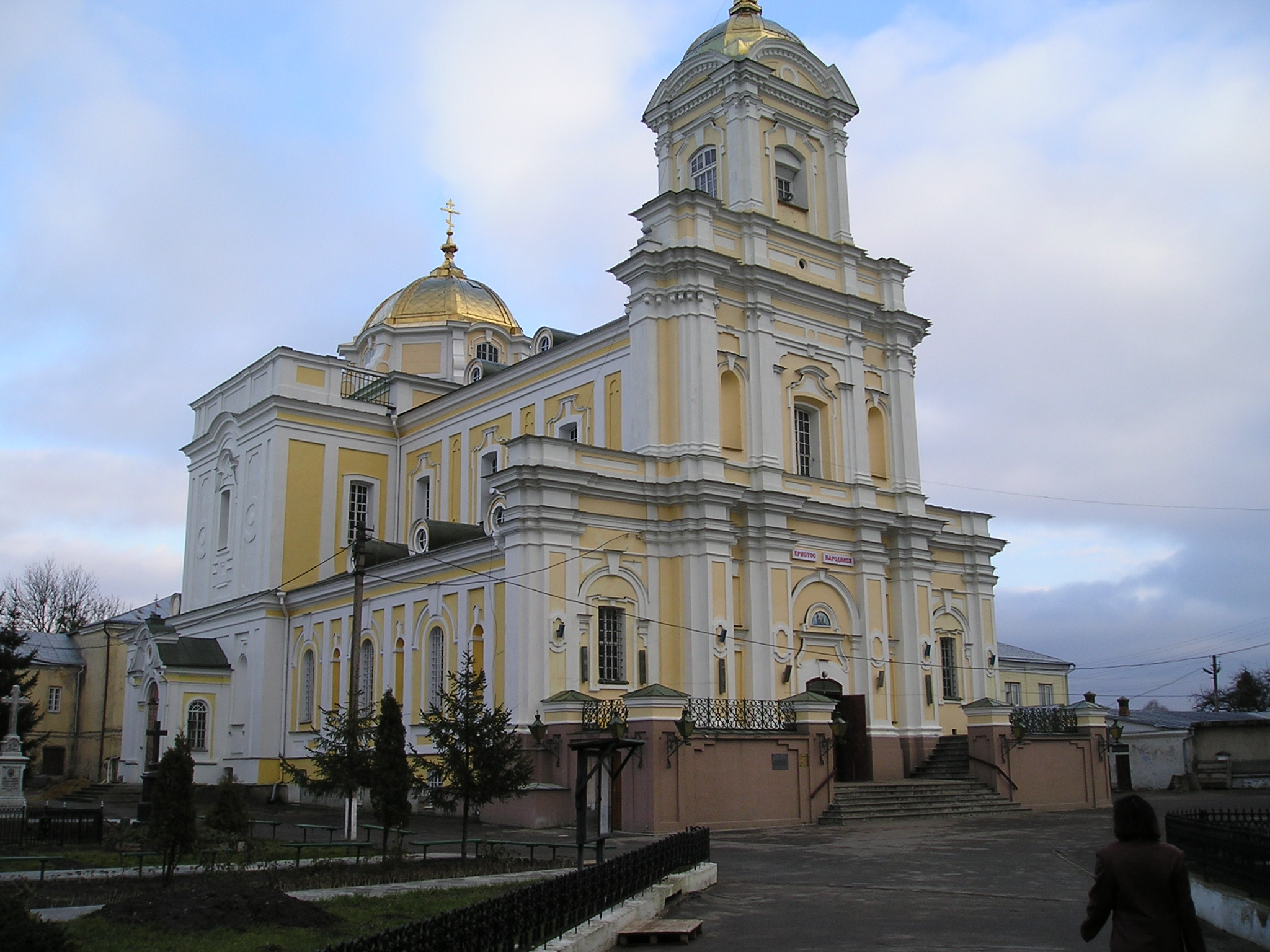
聖ペトロ・パウロ大聖堂
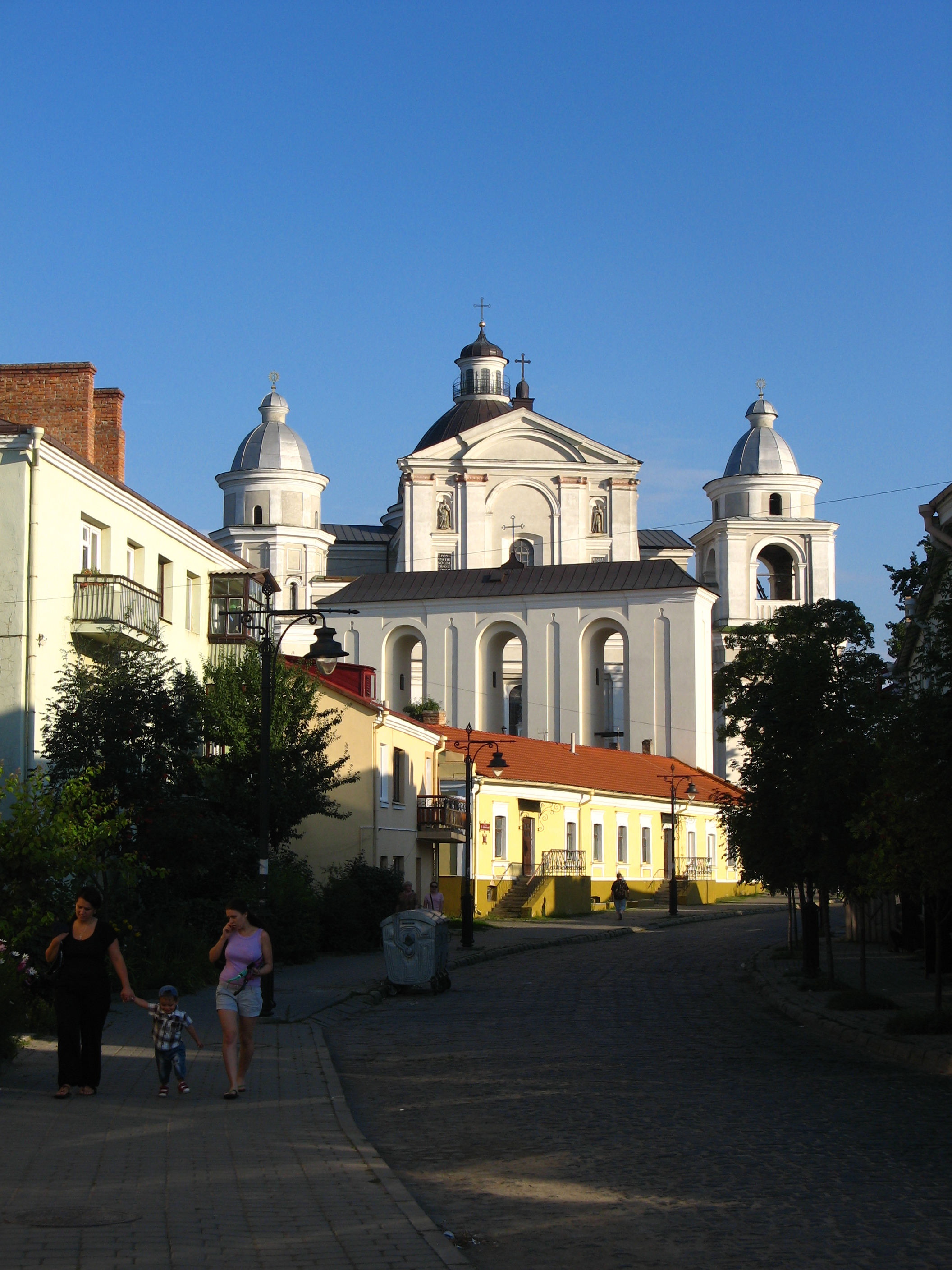
三位一体大聖堂